# Gaseta Municipal de Barcelona
La Gaseta Municipal de Barcelona és el diari oficial de la ciutat de Barcelona. Dona informació sobre l'activitat i les decisions adoptades pels òrgans de govern de l'Ajuntament de Barcelona. Des de l'any 2000 es publica en format electrònic PDF i des del 2002 es va abandonar la versió en paper. Durant els períodes de repressió del català, el butlletí es publicava en castellà, i el títol era ''Gaceta''. Després de la transició el 1979 va recobrar el seu títol català.

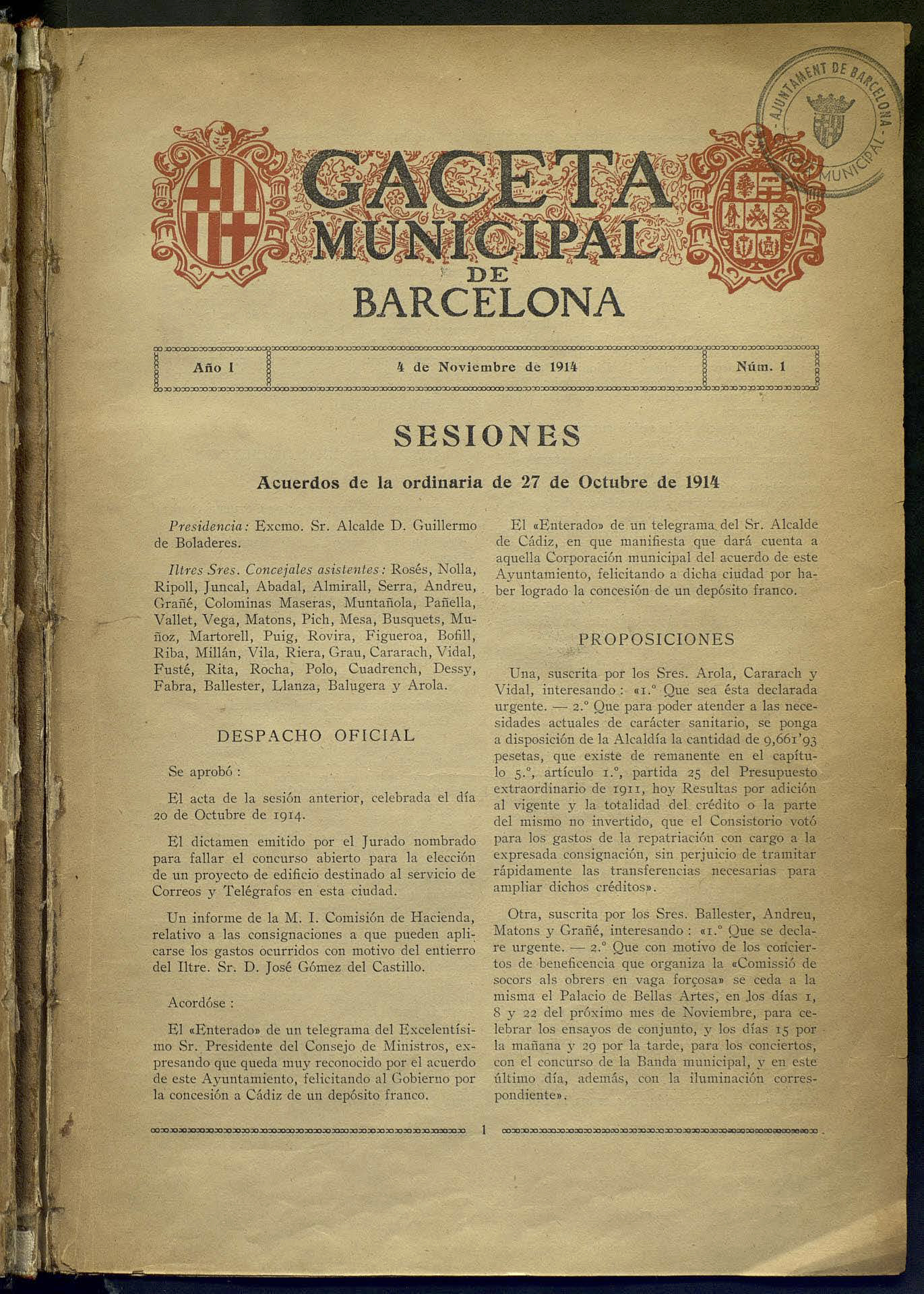
Frontis del primer número

Inicialment tenia el títol en castellà Gaceta Municipal de Barcelona. Des de la seva creació fins al seu centenari el 2014 ha publicat més de 120.000 pàgines. A més de les informacions administratives habituals, durant els primers anys també «s'hi recollien altres tipus d'informacions relacionades amb la vida de la ciutat que li donen un gran valor». L'Arxiu Contemporani de Barcelona conserva la col·lecció complerta i la posa a disposició dels investigadors i de la ciutadania. A l'ocasió del centenari, s'ha començat un procés de digitalització de tots els números des de l'inici i el període del 1914 als 1939 s'està incorporant en l'Arxiu de Revistes Catalanes Antigues en col·laboració amb la Biblioteca Nacional de Catalunya.